# ÖBB 1062 sorozat
Az ÖBB 1062 sorozat egy osztrák D tengelyelrendezésű villamosmozdony-sorozat volt. 1955-ben készült belőle 12 db az ÖBB részére. A sorozatot 1995-ben selejtezték.